# Crassula elatinoides
Crassula elatinoides là một loài thực vật có hoa trong họ Crassulaceae. Loài này được (Eckl. & Zeyh.) Friedrich miêu tả khoa học đầu tiên năm 1979.